# Château de Kropfenstein
Le château de Kropfenstein, appelé en allemand Burg Kropfenstein, est un château situé sur le territoire de la commune grisonne de Waltensburg/Vuorz, en Suisse.

## Histoire
Le château, situé sur le flanc d'une paroi rocheuse verticale à l'ouest des villages de Waltensburg et de Brigels, a été probablement construit au XIIIe siècle, même si l'on ignore exactement quand et comment. Les comtes de Kropfenstein, qui sont mentionnés dès le XIVe siècle, auraient adopté le nom de leur château ; ils disparaissent environ un siècle plus tard, laissant le château à l'abandon après 1450.
La forteresse est construite sur une corniche et dans une caverne. Elle se compose d'une seul bâtiment de plan irrégulier et composé de 3 étages. Aujourd'hui en ruine, il est relativement bien conservé grâce à la couverture naturelle formée par la paroi rocheuse. L'ensemble est inscrit comme bien culturel d'importance nationale à la fois comme bâtiment et comme site archéologique.

## Sources
- (de) Cet article est partiellement ou en totalité issu de l’article de Wikipédia en allemand intitulé « Burg Kropfenstein » (voir la liste des auteurs).

- (en) Cet article est partiellement ou en totalité issu de l’article de Wikipédia en anglais intitulé « Kropfenstein Castle » (voir la liste des auteurs).